# Smart (automobil)

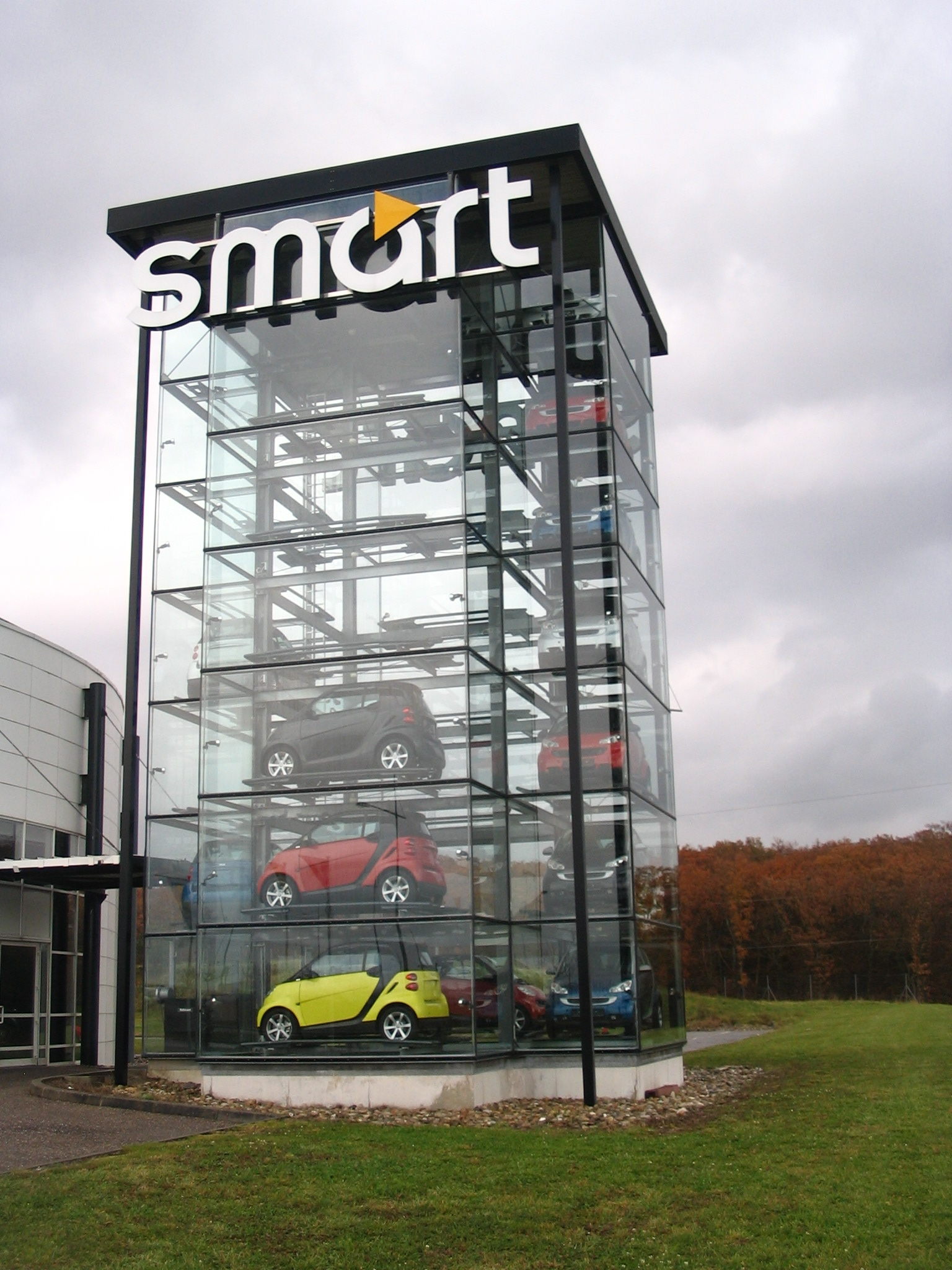
Smart věž, Hambach, Francie

Smart, původně Smart GmbH (původně MCC Smart GmbH), je automobilová značka společnosti Daimler AG. Daimler / Smart je výrobce micro a mini automobilů se sídlem v Böblingenu, Německo. Výrobní závod je umístěn v Hambachu ve Francii.

## Modelová řada
| Produkční rok   | Model                                                              | Foto |
| 1998-2003       | Smart City-Coupé & City-Cabrio* (*od roku 2000)                    |      |
| 2002            | Smart Crossblade                                                   |      |
| 2003-2007       | Smart City-Coupé & City-Cabrio (přejmenován na Fortwo v roce 2004) |      |
| 2003-2005       | Smart Roadster                                                     |      |
| 2004-2006       | Smart Forfour                                                      |      |
| 2007-současnost | Smart Fortwo                                                       |      |
| 2008-současnost | Smart Fortwo ED (původně známý pod označením EV)                   |      |
|                 | Smart K (pouze pro Japonsko)                                       |      |